# Quezon, Nueva Ecija
Quezon là một đô thị hạng 4 ở tỉnh Nueva Ecija, Philippines. Theo điều tra dân số năm 2007, đô thị này có dân số 33.988 người trong 6.389 hộ.

## Barangay
Quezon được chia thành 16 barangay.
| - Bertese - Doña Lucia - Dulong Bayan - Ilog Baliwag - Barangay I (Pob.) - Barangay II (Pob.) - Pulong Bahay - San Alejandro | - San Andres I - San Andres II - San Manuel - Santa Clara - Santa Rita - Santo Cristo - Santo Tomas Feria - San Miguel |